# Гонолулу (округ)
Гонолу́лу (англ. Honolulu) — округ в штате Гавайи, США. Административный центр и самый большой город — Гонолулу.
Занимает полностью остров Оаху и Северо-Западные Гавайские острова.

## Статистически обособленные местности
В состав округа входят:
Āhuimanu, Aiea, Āina Haina, Barbers Point Housing, Ewa Beach, Ewa Gentry, Ewa Villages, Hālawa, Haleʻiwa, Hauʻula, Hawaiʻi Kai, Heʻeia, Hickam Air Force Base, Гонолулу, Iroquois Point, Kaʻaʻawa, Кахалуу, Kahuku, Kailua, Kalaeloa, Kāneʻohe, Kapolei, Kawela Bay, Lāʻie, Маили, Макаха-Валли, Макаха, Макакило, Marine Corps Base Hawaiʻi, Maunawili, Mililani Town, Mokulēʻia, Pauoa, Нанакули, Pearl City, Punaluʻu, Pūpūkea, Schofield Barracks, Виллидж-Парк, Wahiawā, Waiāhole, Waialua, Waiʻanae, Waikāne, Ваималу, Waimānalo Beach, Waimānalo, Waipahu, Ваипио-Акрес, Waipiʻo, Wheeler Army Airfield, Уитмор-Виллидж.
- районы округа